# Jacques Dupâquier
Jacques Dupâquier, né le 30 janvier 1922 à Sainte-Adresse et mort le 23 juillet 2010 à Pontoise, est un historien français et membre de l'Institut (Académie des sciences morales et politiques), spécialiste de l'histoire des populations et de démographie historique.

## Biographie

### Enfance
Jacques Dupâquier est né le 30 janvier 1922 à Sainte-Adresse, ville se situant sur l’estuaire de la Seine. Il est issu d’une famille catholique de la bourgeoisie industrielle originaire de Suisse, plus exactement de la ville de Bulle dans le canton de Fribourg. Ses ancêtres se sont établis en France depuis le 18e. Tout au long de son enfance, le jeune Jacques a été fasciné par la marine. Depuis son jardin, celui-ci a une vue sur la rade du Havre et les transatlantiques qui le font rêver et qui lui inspireront un amour immodéré pour la marine et les voyages. Pendant ces vacances, dans sa maison familiale de Saint-Vaast, Jacques Dupâquier fréquentait régulièrement le littoral et s’enrichissait des expériences concrètes que proposait le petit port de pêche du village.
Selon ses dires, Jacques Dupâquier a eu une enfance heureuse. Son caractère et ses choix ultérieurs ont été forgés par l’influence de ses parents et d’un grand-père particulièrement marquant.
Alexandre Roger, son grand-père maternel, décrit comme une sorte de « viking chenu » par Jacques Dupâquier lui-même, était en effet, une forte personnalité qui marquera le jeune homme et ce jusqu’à ce que des désaccords politiques les éloignent.
La mère de Jacques possédait, elle aussi un fort caractère. Elle était énergique, chaleureuse, très pieuse, généreuse et absolue.
Son père, agent de marque au Havre, était patriote, de droite, proche des croix de feu du colonel François de La Rocque, travailleur, bon mais peu doué pour les affaires[réf. souhaitée]…

### Jeunesse: les années de guerre
Le jeune Jacques apprécie particulièrement le scoutisme. En ce qui concerne sa scolarité, il fréquente l’institution Saint Joseph du Havre, sans y briller particulièrement.
La Seconde Guerre mondiale arrive sans surprendre la famille, même si la déroute les accable.
Jacques a maintenant 17 ans et veut aller en Angleterre pour se battre avec l’assentiment paternel, mais il ne parvient pas à rejoindre l’autre côté de la Manche.
Après la débâcle, le jeune patriote se réoriente vers l'enseignement de l'histoire afin de transmettre les valeurs de son pays. Il décide donc de poursuivre ses études à Paris et entreprend une année en hypokhâgne au lycée Louis-le-Grand, rue Saint-Jacques. Durant cette période, il sera pensionnaire chez les oratoriens. Malgré de sérieuses difficultés financières liées aux difficultés de l'époque, sa famille fait des sacrifices pour lui permettre de poursuivre ses études. Ses débuts, loin du cocon familial, sont difficiles : Jacques travaille, s’accroche, mais ne brille pas.
C'est durant cette période de crise que va naître sa conscience politique.
Le 11 novembre 1940, il fait partie de ceux qui manifestent à la Place de l’Étoile, chantant la Marseillaise à pleine voix bravant ainsi l’interdiction allemande. À la suite de cette manifestation, qui fit une quinzaine de blessés, il y eut 1 000 arrestations dont deux exécutions.
Cet épisode marquera fortement le jeune homme. Il participera également, en 1942, à la fronde contre l'inauguration en Sorbonne de la chaire dite « d'histoire du judaïsme » par l'antisémite Henri Labroue.
Comme la plupart des jeunes de l’époque, Jacques souffre de la faim, du froid, de maladies qui l’affaiblissent… Il piétine à Louis-le-Grand, ne présente même pas le concours de l’École normale supérieure en 1941. Son professeur d’histoire l’encourage cependant et lui instille la vocation qui ne le quittera plus.
En 1942, il apprend l’existence de l’École normale supérieure de Saint-Cloud — l'École normale supérieure de Saint-Cloud, créée en 1882, est un établissement d'enseignement supérieur réservé aux garçons et d'abord destiné à la formation des professeurs des écoles normales d'instituteurs. Il décide donc d’y passer le concours et est reçu.
Parallèlement, son engagement citoyen s’affirme : le 15 décembre 1942, il rejoint les rangs de la résistance. Pour échapper au Service du travail obligatoire, il se fait embaucher par un oncle, en 1943, dans la mine de fer de Mancieulles en Lorraine où il découvre le monde ouvrier et sa condition précaire. Cette expérience bouleverse Jacques qui s’éloigne de l’Église catholique, au grand dam de sa mère, et intègre le parti communiste en 1943 bien qu’admirant De Gaulle. Cela créera, bien évidemment, des tensions avec sa famille farouchement gaulliste. Il participera activement à la libération de Paris dans les rangs des FTP communistes.
Malgré ces événements, Jacques passe et obtient sa licence en Histoire.

### Âge adulte: l'après-guerre et la désillusion communiste
Devenu professeur certifié, Jacques Dupâquier enseigne tout d'abord au collège Chabannes à Pontoise (1946-1954), puis au lycée de Montmorency (1954-1962). Il obtiendra l’agrégation d'histoire en 1949.
Au niveau familial, il se marie avec Nicole Balloche (1920-2010), qui lui donnera quatre fils. Le couple se séparera quelques années plus tard. Jacques se remariera, ensuite, avec une collègue, Paule Dupâquier Carvaillo (1934-2020).
Toujours actif au Parti communiste, il sera secrétaire de cellule à Pontoise, puis élu conseiller municipal de Pontoise en 1953.
Ses premiers doutes naissent à l’issue du complot des blouses blanches. Il s’agit d’une affaire tournant autour d'un prétendu complot de médecins soviétiques, presque tous juifs, accusés en janvier 1953 d'avoir assassiné deux dirigeants soviétiques et d'avoir prévu d'en assassiner d'autres. Il s’agissait d’une machination montée de toutes pièces par le régime stalinien, qui sera abandonnée deux mois après la mort de Staline soit en mai 1953.
Si les premiers soulèvements en Europe de l’est l’interpellent au début 1956, c’est bien son premier voyage en URSS qui lui ouvre définitivement les yeux. Il constate, de visu, les absurdités et les cruautés du régime soviétique ce qui l’amènera à rompre définitivement avec le parti la même année.
Cela ne l’empêchera nullement de militer activement pour l'indépendance de l’Algérie.
Il restera, clairement, un homme de gauche jusqu’en 1968, date à laquelle son militantisme politique s’arrête.
Sa douloureuse prise de distance avec le Parti communiste a été toutefois adoucie par sa découverte de la recherche historique et des archives.

### Vie professionnelle: la passion de l'histoire
Ses premières recherches historiques portent sur l'histoire foncière rurale à l'époque moderne. Elles s'appuient sur le dépouillement des rôles de taille et des registres paroissiaux.
Il publie en 1956, sous l’égide de Georges Lefebvre « La Propriété et l'exploitation foncières à la fin de l'Ancien Régime dans le Gâtinais septentrional (P.U.F.) » ouvrage qui mesure l'ampleur des inégalités rurales à la veille de la Révolution.
Il entre au CNRS en 1962 grâce à Ernest Labrousse (spécialiste de l’histoire économique et sociale, militant anarchiste puis socialiste).
De 1962 à 1970, le professeur de lycée est devenu un des piliers d’une des disciplines historiques majeures.
En 1965, Marcel Reinhard, titulaire de la chaine d’histoire de la Révolution Française de Sorbonne, lui propose de devenir son assistant (1965-1968). La même année, il devient secrétaire général de la société de démographie historique. C'est sous la direction de Reinhard qu'il entame une thèse sur La Population rurale du Bassin parisien à l'époque de Louis XIV, qu'il soutiendra en 1977 sous la direction de Pierre Goubert, grand maître de la démographie historique.
En 1968, il est désigné maitre-assistant à l'École pratique des hautes études devenue École des hautes études en sciences sociales et on lui confie la nouvelle édition de l’histoire générale de la population mondiale. Il y fonde en 1972 le laboratoire de démographie historique. Il occupe ce poste jusqu'en 1991.
Jacques Dupâquier est élu à l'Académie des sciences morales et politiques le 18 mars 1996, dans la section Histoire et Géographie, au fauteuil de Jean-Baptiste Duroselle. La cérémonie de remise de son épée se tient le 31 janvier 1997 au grand amphithéâtre de la Sorbonne, avec des allocutions de Jean-Pierre Bardet, Pierre George, Henri Amouroux, et la réponse de Jacques Dupâquier. Sur la poignée de l’épée figurent un drakkar symbole de la Normandie, la croix pattée du Vexin et la mention « beatus laborans ».
En 2000, il est à l'initiative de la fondation de l'Institut de géopolitique des populations.
Il est inhumé à Saint-Vaast-la-Hougue.
Autres fonctions : 
- Président de la commission de démographie historique de l'Union internationale pour l'étude scientifique de la population (1977-1981).
- Président de la Société de démographie historique (1981-1984).
- Rédacteur en chef (1965-1973) puis directeur des Annales de démographie historique (1984-1987).
- Président de la Société Historique et archéologique de Pontoise, du Val-d'Oise et du Vexin (1995-2005)
- Cofondateur et Président des Amis du Vexin français

Très impliqué dans le combat pour la conservation des paysages naturels du Val-d'Oise, il obtient en 1995 la création du Parc naturel régional du Vexin français.
En 1999, il signe pour s'opposer à la guerre en Serbie la pétition « Les Européens veulent la paix », initiée par le collectif Non à la guerre.

## Publications

### Ouvrages
- La propriété et l'exploitation foncière à la fin de l'Ancien régime dans le Gâtinais septentrional, Paris, PUF, 1956.
- (avec Marcel Lachiver, Jean Meuvret), Mercuriales du Pays de France et Vexin français (1640-1792), Paris, SEVPEN, 1968.
- (avec M. Reinhard et A. Armengaud), Histoire générale de la population mondiale, Paris, Montchrestien, 1968.
- Introduction à la démographie historique, 1974.
- Paroisses et communes de France. Dictionnaire d’histoire administrative et démographique. Région parisienne, Paris, Ed. du CNRS, 1974.
- Statistiques démographiques du Bassin parisien (1636-1720), Paris, Gauthier-Villars, 1977
- La Population française aux XVIIe et XVIIIe siècles, Paris, PUF, Coll. «Que-sais-je ?», 1979.
- La Population rurale du Bassin parisien à l'époque de Louis XIV (thèse), 1979.
- (avec Jean-Noël Biraben) Les Berceaux vides de Marianne. L'avenir de la population française, Paris, Seuil, 1981.
- (édition de) Marriage and Remarriage in Populations of the Past, 1981.
- (édition de) Malthus past and present. Population and social structure, 1983.
- Pour la démographie historique, 1984
- (avec Alain Bideau, Marie-Elisabeth Ducreux), Le Prénom. Mode et histoire, Paris, Ed. EHESS, 1984.
- (avec Michel Dupâquier), Histoire de la démographie, Paris, Perrin, 1985.
- (avec Jean-Pierre Pélissier, Danièle Rébaudo),Le temps des Jules, Les prénoms en France au XIXe siècle, C.N.R.S., Paris, Christian, 1987.
- (direction de) Histoire de la population française, Paris, PUF, 4 volumes, 1988.
- (avec Ghislain de Diesbach), La famille Dupâquier, Delincourt, 1991, 156 p.
- Pontoise et les Pontoisiens en 1781, Pontoise, Société historique et archéologique, 1992.
- (avec Denis Kessler) La Société française au XIXe siècle. Tradition, Transition, Transformations, Paris, Fayard, 1992.
- Édition des Portraits-souvenirs de Gaston de Lévis, 1993.
- Carrier - Procès d'un missionnaire de la Terreur, 1994.
- L'Invention de la table de mortalité : de Graunt à Wergentin. 1662-1766, Paris, PUF, 1996.
- "Le vieillissement démographique ", dans Aspects du vieillissement : des effets socio-économiques à la biologie moléculaire, 1996
- (direction et introduction de) Morales et politiques de l'immigration, 1997
- (dir. avec Jean-Pierre Bardet) Histoire des populations de l'Europe, Paris, Fayard, 3 tomes, 1997-1999.
- La Population mondiale au XXe siècle, 1999.
- "La violence en milieu scolaire", 1999.
- " Les femmes et leur durée de vie ", dans Le XXIe siècle et les femmes, 1999.
- (codir. avec Yves-Marie Laulan), L'avenir démographique des grandes religions, 2005.
- (avec Y.-M. Laulan), Immigration-intégration : un essai d’évaluation des coûts économiques et financiers, 2006.
- avec Yves-Marie Laulan, Ces migrants qui changent la face de l'Europe, édité par l'Institut de géopolitique des populations.

### Préface
- Les noms de famille en France, ouvrage collectif, 1996

### Articles
- Jacques Dupâquier, « Naissance d’un peuple : l’histoire démographique de la France », Actes de la Ve Université d’été de Renaissance catholique « Qui a peur du baptême de Clovis ? », Avenay-Val d’Or,‎ août 1996 (lire en ligne, consulté le 9 octobre 2015)
- "Qu'est-ce que la population active ? ", dans Travail et emploi, Revue des sciences morales et politiques, hors-série, 1998.